# Adhemarius dariensis
Adhemarius dariensis là một loài bướm đêm thuộc họ Sphingidae. Nó sống ở Costa Rica, México, Nicaragua và Panama. Người ta ít biết về cây chủ của loài sâu bướm này nhưng nghi ngờ rằng con sâu ăn:
- Ocotea veraguensis
- Ocotea atirrensis
- Ocotea dendrodaphne

và tất cả chi Ocotea.